# Collegio elettorale di Civitanova Marche (Camera dei deputati)
Il collegio di Civitanova Marche fu un collegio elettorale uninominale della Repubblica Italiana per l'elezione della Camera dei deputati. Apparteneva alla circoscrizione Marche e fu utilizzato per eleggere un deputato nella XII, XIII e XIV legislatura.
Venne istituito nel 1993 con la cosiddetta Legge Mattarella (Legge n. 277, Nuove norme per l'elezione della Camera dei deputati), attuata in seguito al referendum abrogativo del 1993. La legge istituì per la Camera dei deputati e per il Senato della Repubblica un sistema di elezione misto, in parte maggioritario e in parte proporzionale. Il 75% dei parlamentari dell'assemblea veniva eletto in collegi uninominali tramite sistema maggioritario a turno unico; il restante 25% alla Camera veniva eletto tramite sistema proporzionale con liste bloccate.
Il collegio venne abolito insieme a tutti gli altri che costituivano la Camera con la promulgazione della legge elettorale successiva, la cosiddetta Legge Calderoli. Questa prevedeva un sistema proporzionale con premio di maggioranza, che alla Camera veniva attribuito a livello nazionale.

## Territorio
Il collegio di Civitanova Marche era uno dei 12 collegi uninominali in cui erano suddivise le Marche e, come previsto dal D.Lgs. del 20 dicembre 1993 n. 536, era compreso nelle province di Ancona e di Macerata e comprendeva i seguenti comuni: Civitanova Marche, Loreto, Monte San Giusto, Montecosaro, Montelupone, Morrovalle, Porto Recanati, Potenza Picena e Recanati.

## Eletti
| Elezione | Elezione | Deputato      | Partito            |
| -------- | -------- | ------------- | ------------------ |
|          | 1994     | Paola Mariani | Progressisti (PDS) |
|          | 1996     | Paola Mariani | L'Ulivo (PDS/DS)   |
| 2001     |          | Paola Mariani | L'Ulivo (PDS/DS)   |

## Dati elettorali

### XII legislatura

#### Risultati proporzionale
| Coalizioni        | Coalizioni         | Liste                                 | Liste                              | Voti   | %     |
| ----------------- | ------------------ | ------------------------------------- | ---------------------------------- | ------ | ----- |
|                   | Progressisti       |                                       | Partito Democratico della Sinistra | 19.345 | 24,74 |
|                   | Progressisti       | Rifondazione Comunista                | 6.371                              | 8,15   |       |
|                   | Progressisti       | Federazione dei Verdi                 | 2.684                              | 3,43   |       |
|                   | Progressisti       | Partito Socialista Italiano           | 1.978                              | 2,53   |       |
|                   | Progressisti       | Alleanza Democratica                  | 1.498                              | 1,92   |       |
|                   | Progressisti       | Movimento per la Democrazia - La Rete | 1.285                              | 1,64   |       |
| Totale coalizione | Totale coalizione  | 33.161                                | 42,41                              |        |       |
|                   | Forza Italia       | Forza Italia                          | Forza Italia                       | 17.815 | 22,78 |
|                   | Alleanza Nazionale | Alleanza Nazionale                    | Alleanza Nazionale                 | 13.629 | 17,43 |
|                   | Patto per l'Italia |                                       | Partito Popolare Italiano          | 13.594 | 17,38 |
| Totale            | Totale             | Totale                                | Totale                             | 78.199 |       |

#### Risultati uninominale
|                               | Paola Mariani ✔️ Eletta | Progressisti       | 28 705 | 36,94 |  |  |  |  |  |
|                               | Stefano Clementoni      | Forza Italia       | 19 035 | 24,50 |  |  |  |  |  |
|                               | Antonio Rosali          | Patto per l'Italia | 15 857 | 20,41 |  |  |  |  |  |
|                               | Ugo Secondo Sabatucci   | Alleanza Nazionale | 14 109 | 18,16 |  |  |  |  |  |
| Totale                        | Totale                  | Totale             | 77 706 | 100   |  |  |  |  |  |
|                               |                         |                    |        |       |  |  |  |  |  |
| Fonte: Ministero dell'interno |                         |                    |        |       |  |  |  |  |  |

### XIII legislatura

#### Risultati proporzionale
| Coalizioni        | Coalizioni                         | Liste                                     | Liste                              | Voti   | %     |
| ----------------- | ---------------------------------- | ----------------------------------------- | ---------------------------------- | ------ | ----- |
|                   | Polo per le Libertà                |                                           | Forza Italia                       | 15.397 | 19,99 |
|                   | Polo per le Libertà                | Alleanza Nazionale                        | 13.851                             | 17,98  |       |
|                   | Polo per le Libertà                | CCD-CDU                                   | 6.737                              | 8,75   |       |
| Totale coalizione | Totale coalizione                  | 35.985                                    | 46,72                              |        |       |
|                   | L'Ulivo                            |                                           | Partito Democratico della Sinistra | 18.825 | 24,44 |
|                   | L'Ulivo                            | Popolari per Prodi (PPI-SVP-PRI-UD-Prodi) | 4.393                              | 5,70   |       |
|                   | L'Ulivo                            | Rinnovamento Italiano                     | 4.269                              | 5,54   |       |
|                   | L'Ulivo                            | Federazione dei Verdi                     | 1.918                              | 2,49   |       |
| Totale coalizione | Totale coalizione                  | 29.405                                    | 38,17                              |        |       |
|                   | Progressisti                       |                                           | Rifondazione Comunista             | 7.398  | 9,61  |
|                   | Lista Pannella - Sgarbi            | Lista Pannella - Sgarbi                   | Lista Pannella - Sgarbi            | 1.521  | 1,97  |
|                   | Lega Nord                          | Lega Nord                                 | Lega Nord                          | 1.274  | 1,65  |
|                   | Movimento Sociale Fiamma Tricolore | Movimento Sociale Fiamma Tricolore        | Movimento Sociale Fiamma Tricolore | 1.138  | 1,48  |
|                   | Per le Marche                      | Per le Marche                             | Per le Marche                      | 294    | 0,38  |
| Totale            | Totale                             | Totale                                    | Totale                             | 77.015 |       |

#### Risultati uninominale
|                               | Paola Mariani ✔️ Eletta | L'Ulivo             | 38 498 | 50,37 |  |  |  |  |  |
|                               | Maurizio Bertucci       | Polo per le Libertà | 33 069 | 43,26 |  |  |  |  |  |
|                               | Franco Francesconi      | Fiamma Tricolore    | 3 136  | 4,10  |  |  |  |  |  |
|                               | Luigi Giagante          | Lega Nord           | 1 735  | 2,27  |  |  |  |  |  |
| Totale                        | Totale                  | Totale              | 76 438 | 100   |  |  |  |  |  |
|                               |                         |                     |        |       |  |  |  |  |  |
| Fonte: Ministero dell'interno |                         |                     |        |       |  |  |  |  |  |

### XIV legislatura

#### Risultati proporzionale
| Coalizioni        | Coalizioni              | Liste                                 | Liste                   | Voti   | %     |
| ----------------- | ----------------------- | ------------------------------------- | ----------------------- | ------ | ----- |
|                   | Casa delle Libertà      |                                       | Forza Italia            | 23.180 | 29,90 |
|                   | Casa delle Libertà      | Alleanza Nazionale                    | 11.947                  | 15,41  |       |
|                   | Casa delle Libertà      | CCD-CDU                               | 2.919                   | 3,77   |       |
|                   | Casa delle Libertà      | Nuovo PSI                             | 612                     | 0,79   |       |
| Totale coalizione | Totale coalizione       | 38.658                                | 49,87                   |        |       |
|                   | L'Ulivo                 |                                       | Democratici di Sinistra | 14.598 | 18,83 |
|                   | L'Ulivo                 | La Margherita (Dem - PPI - RI- UDEUR) | 11.642                  | 15,02  |       |
|                   | L'Ulivo                 | Il Girasole (FdV - SDI)               | 1.374                   | 1,77   |       |
|                   | L'Ulivo                 | Comunisti Italiani                    | 1.246                   | 1,61   |       |
| Totale coalizione | Totale coalizione       | 28.860                                | 37,23                   |        |       |
|                   | Rifondazione Comunista  | Rifondazione Comunista                | Rifondazione Comunista  | 3.689  | 4,76  |
|                   | Lista Di Pietro         | Lista Di Pietro                       | Lista Di Pietro         | 3.342  | 4,31  |
|                   | Lista Pannella - Bonino | Lista Pannella - Bonino               | Lista Pannella - Bonino | 1.524  | 1,97  |
|                   | Democrazia Europea      | Democrazia Europea                    | Democrazia Europea      | 946    | 1,22  |
|                   | Repubblicani Europei    | Repubblicani Europei                  | Repubblicani Europei    | 325    | 0,42  |
|                   | Paese Nuovo             | Paese Nuovo                           | Paese Nuovo             | 131    | 0,17  |
|                   | Abolizione scorporo     | Abolizione scorporo                   | Abolizione scorporo     | 49     | 0,06  |
| Totale            | Totale                  | Totale                                | Totale                  | 77.524 |       |

#### Risultati uninominale
|                               | Paola Mariani ✔️ Eletta | L'Ulivo            | 37 112 | 47,36 |  |  |  |  |  |
|                               | Maurizio Bertucci       | Casa delle Libertà | 36 170 | 46,16 |  |  |  |  |  |
|                               | Maura Marini            | Lista Di Pietro    | 3 291  | 4,20  |  |  |  |  |  |
|                               | Remo Appignanesi        | Lista Emma Bonino  | 1 788  | 2,28  |  |  |  |  |  |
| Totale                        | Totale                  | Totale             | 78 361 | 100   |  |  |  |  |  |
|                               |                         |                    |        |       |  |  |  |  |  |
| Fonte: Ministero dell'interno |                         |                    |        |       |  |  |  |  |  |